# Lothar Ulsamer
Lothar W. Ulsamer (* 1952 in Stuttgart) ist ein deutscher Journalist, Sozialwissenschaftler und Krimiautor.

## Leben
Ulsamer studierte Soziologie, Geschichte und Kulturwissenschaft an der Eberhard Karls Universität Tübingen (M.A.).
Danach arbeitete er an Projekten für das Ministerium für Arbeit, Gesundheit und Sozialordnung des Landes Baden-Württemberg. Von 1978 bis 1982 war er Chefredakteur und Herausgeber der Vierteljahresschrift Gesellschaft–analysiert, von 1983 bis 1987 Chefredakteur von Perspektiven und von 1981 bis 1994 von Kontakt – Ausgaben für Deutschland und Österreich. Von 1981 bis 1994 war er Leiter der Presseabteilung beim Elektronikhersteller Hirschmann.
1985 wurde er an der Julius-Maximilians-Universität Würzburg mit der Dissertation Zeitgenössische deutsche Literatur als Ursache oder Umfeld von Anarchismus und Gewalt? Aufgaben und Wirkungen der Kulturintelligenz, dargestellt an exemplarischen Beispielen zum Dr. phil. promoviert. Es wurde von der Bundeszentrale für politische Bildung vertrieben.
Seit 1995 ist er Leiter für föderale und kommunale Projekte der Daimler AG. Er war zudem Lehrbeauftragter der Fachhochschule Villingen-Schwenningen, der Fachhochschulen für Technik und Sozialwesen Esslingen, der Universität Stuttgart und Universität Hohenheim. Bis 1998 war er Vorsitzender des Deutschen Familienverbandes im Kreis Esslingen.
Ulsamer war Mitglied der CDU.

## Schriften (Auswahl)
- Unternehmer und Kapitalbildung in der industriellen Revolution. Coproduct-Verlag, Aidlingen 1974.
- Wenn alle an einem Strang ziehen ... Betriebssoziologie und Betriebspsychologie für die praktische Arbeit. Deugro-Verlag, Esslingen 1988, ISBN 3-924396-08-6.
- Zeitgenössische deutsche Schriftsteller als Wegbereiter für Anarchismus und Gewalt. 3. Auflage, Deugro-Verlag, Esslingen 1989, ISBN 3-924396-05-1.
- mit Cordula Ulsamer: Schottland, das Nordseeöl und die britische Wirtschaft. Eine Reise zum Rande Europas. Kriebel, Schondorf 1991, ISBN 3-927617-05-9.
- Nur Vögel können fliegen. Kriminalroman. Edition Kerry-Diamond-Kriminalromane, Esslingen 1997, Esslingen 1997, ISBN 3-922241-27-1.
- Nur ein Tropfen Vergangenheit. Kriminalroman. Edition Kerry-Diamond-Kriminalromane, Esslingen 1998, ISBN 3-922241-29-8.